# 萬普納山
12°26′2″S 75°40′3″W / 12.43389°S 75.66750°W
萬普納山（Wamp'una），是秘魯的山峰，位於該國中部胡寧大區的堯利省，處於普馬科查湖東南面，屬於安第斯山脈的一部分，海拔高度約5,000米。